# Ludwinów (powiat radomski)
Ludwinów – wieś w Polsce położona w województwie mazowieckim, w powiecie radomskim, w gminie Kowala. Ma status sołectwa.
W latach 1975–1998 miejscowość należała administracyjnie do województwa radomskiego.
Do miejscowości można się dostać z Radomia autobusami PKS Radom na linii do Bukowca.
Wierni Kościoła rzymskokatolickiego należą do parafii Matki Boskiej Częstochowskiej w Pelagowie.